# Финни, Ясмин
Я́смин Фи́нни (англ. Yasmin Finney, род. 30 августа 2003, Манчестер, Северо-Западная Англия) — английская актриса. Известна ролью Элли Аржан в сериале Netflix «Трепет сердца», за которую она была номинирована на Детскую и Семейную премию «Эмми» за лучшую роль второго плана. В 2023 году присоединилась к актёрскому составу телесериала «Доктор Кто».

## Ранняя жизнь
Ясмин Финни родилась мальчиком 30 августа 2003 года в семье матери-ямайки и отца-англичанина ирландского и итальянского происхождения. Она и её сводная сестра были воспитаны в Манчестере матерью-одиночкой. В детстве она участвовала в ряде местных театральных постановок, в том числе в Театре Саквилля Манчестерского университета, Театре Королевской Биржи и Театре Эйлсбери Уотерсайд. Она изучала исполнительские искусства в колледже. Еще до своего актерского прорыва она обрела популярность благодаря своим видео в TikTok о своем опыте чернокожей британской транс-женщины-подростка.

## Карьера
В апреле 2021 года, когда ей было 17 лет, Финни получила роль Келсы в фильме Билли Портера «Всё возможно» и Элли Аржан в сериале Netflix «Трепет сердца», премьера которого состоялась в 2022 году. Ей пришлось отказаться от роли в фильме «Всё возможно» из-за ограничений на поездки в связи с пандемией COVID-19, повлиявших на возможность получения рабочей визы в США, в результате чего её заменила Ева Рейн. Она появилась во втором ежегодном списке GLAAD «20 до 20 лет».
16 мая 2022 года было объявлено, что Финни присоединится к актёрскому составу «Доктора Кто» в роли персонажа по имени Роуз к 60-летию сериала в 2023 году. 30 августа 2023 телеканал BBC подтвердил, что Финни сыграет Розу Ноубл, дочь Донны Ноубл, серия «Звёздный зверь» вышла 25 ноября 2023 года. Финни появилась в качестве гостевого судьи в пятом сезоне «Королевских гонок Ру Пола», который транслировался осенью 2023 года. В августе 2022 года было объявлено, что Финни сыграет главную роль Чарли Акастер в предстоящем короткометражном фильме «Марс». Премьера фильма состоялась в октябре того же года на Лондонском кинофестивале.

## Фильмография
| Год          |     | Русское название | Оригинальное название | Роль          |
| ------------ | --- | ---------------- | --------------------- | ------------- |
| 2022 — н. в. | с   | Трепет сердца    | Heartstopper          | Элли Аржан    |
| 2022         | кор | Марс             | Mars                  | Чарли Акастер |
| 2023—2025    | с   | Доктор Кто       | Doctor Who            | Роза Ноубл    |
| 2025         | ф   | Лайфхак          | LifeHack              | Алекс Кемп    |
| 2025         | ки  | Hello Stranger   | Hello Stranger        |               |

## Театр
| Название      | Роль    | Театр                                     | Источник |
| ------------- | ------- | ----------------------------------------- | -------- |
| Page to Stage | Роуз    | Королевская биржа, Манчестер              | [ 9 ]    |
| Tie           | Париж   | Театр Саквилля, Манчестерский университет | [ 9 ]    |
| Antigone      | Исмон   | Waterside, Sale                           | [ 9 ]    |
| Port          | Кристин | Театр Саквилля, Манчестерский университет | [ 9 ]    |
| DNA           | Лия     | Театр Саквилля, Манчестерский университет | [ 9 ]    |

## Награды
| Награда                           | Год  | Категория                     | Номинированная работа | Результат | Источник |
| --------------------------------- | ---- | ----------------------------- | --------------------- | --------- | -------- |
| Children's and Family Emmy Awards | 2022 | Выдающаяся роль второго плана | Трепет сердца         | Номинация | [ 19 ]   |
| Gay Times Honours                 | 2022 | Первопроходец на экране       | Трепет сердца         | Победа    | [ 20 ]   |
| Soho House Awards                 | 2022 | Актриса-прорыв                | Трепет сердца         | Победа    | [ 21 ]   |
| Золотая роза                      | 2022 | Новые таланты                 | Трепет сердца         | Победа    | [ 22 ]   |
| Queerty Awards                    | 2023 | Badass                        | Ясмин Финни           | Номинация | [ 23 ]   |